# Gustav Lindau
Gustav Lindau ( * 2 de mayo de 1866 - 10 de octubre de 1923 ) fue un botánico, pteridólogo y micólogo germano.
Comienza sus estudios de Historia natural en Heidelberg y luego en Berlín, donde sería alumno del Prof. Simon Schwendener (1829-1919). En 1888 obtiene su doctorado defendiendo la tesis sobre los apotecios de liquenes. En 1890 será director del Jardín botánico de Münster, y asistente del  Julius O. Brefeld (1839-1925).
A partir de 1892 sería asistente del Jardín Botánico de Berlín. En 1894 es habilitado y será docente ad honorem de Filosofía. Finalmente, para 1902 adquiere reputación como profesor.

## Algunas publicaciones
- Lindau, G; P Sydow Thesaurus litteraturae mycologicae et lichenologicae. 1908-1917, 5 vols.
- Gustav Lindau: Kryptogamen flora für Anfänger. 1911-1914, 6 vols.

## Honores

### Epónimos
En su honor se nombra al género Lindauea Rendle de la familia de Acanthaceae.
- La abreviatura «Lindau» se emplea para indicar a Gustav Lindau como autoridad en la descripción y clasificación científica de los vegetales.[1]